# Liste der Flaggen im Ennepe-Ruhr-Kreis

Der Ennepe-Ruhr-Kreis in Nordrhein-Westfalen

Kreiswappen

Diese Liste beinhaltet alle in der Wikipedia gelisteten Flaggen im Ennepe-Ruhr-Kreis in Nordrhein-Westfalen. Weitere Flaggen von Städten, Gemeinden und Kreisen in Nordrhein-Westfalen sind über die Navigationsleiste am Ende der Seite erreichbar.
| Zur Flagge des Ennepe-Ruhr-Kreis heißt es in seiner Hauptsatzung: | |
|                                                                   | „Das Wappen des Ennepe-Ruhr-Kreises zeigt in goldenem Schild den dreireihigen rotsilbernen Schachbalken der Grafen von der Mark, darüber und darunter je einen blauen Wellenbalken, Ennepe und Ruhr darstellend.“ [...] „Der Kreis führt folgende Flagge: Der Kreis führt eine Flagge mit je einem gleich breiten, waagerechten, blauen und goldenen Streifen." Die Flagge wird auch mit dem Wappen in der Mitte gezeigt. Ferner führt der Kreis ein Banner: Der Kreis führt ein Banner, das zwischen zwei goldenen Seitenstreifen einen blauen Streifen mit dem Kreiswappen in der oberen Hälfte enthält.“ |

## Städte
| Stadt         | Hissflagge | Banner | Kommentare |
| ------------- | ---------- | ------ | --- |
| Breckerfeld   |            |        | „Die Stadt Breckerfeld führt ein Wappen, das ihr durch Urkunde des Regierungspräsidenten in Arnsberg vom 20.03.1979 verliehen worden ist.“ Wappenbeschreibung: „Das Wappen von Blau und Gelb ist durch einen dreireihig rotweiß geschachten Balken geteilt und hat oben eine weiße Lilie.“ Flaggenbeschreibung: „Die Flagge ist von Blau zu Gelb zu Blau im Verhältnis 1:3:1 längsgestreift, in der Mitte der gelben Bahn befindet sich der Wappenschild der Stadt.“ Bannerbeschreibung: „Das Banner ist von Blau zu Gelb zu Blau im Verhältnis 1:3:1 längsgestreift, in der Mitte der oberen Hälfte der gelben Bahn befindet sich der Wappenschild der Stadt.“ |
| Ennepetal     |            |        | „Der Stadt Ennepetal ist das Recht zur Führung eines Wappens durch Urkunde des Innenministers des Landes Nordrhein-Westfalen vom 16.06.1953 verliehen worden.“ Wappenbeschreibung: „Das Wappen zeigt unter einem in zwei Reihen siebenmal von Silber und Rot geschachteten Schildhaupt in goldenem Felde einen blauen Wellenpfahl, der von einem roten Sparren überdeckt wird.“ Durch Urkunde des Innenministers des Landes Nordrhein-Westfalen vom 18.05.1957 ist der Stadt Ennepetal das Recht zur Führung eines Banners verliehen worden. Bannerbeschreibung: „Das Banner zeigt im Bannerhaupt einen fünfteiligen zweizeiligen Schachbalken in der Farbfolge Weiß/Rot; darunter eine gelbe, in der Mitte durch einen blauen Wellenpfahl geteilte Bahn (Maßverhältnis 37/26/37), über die im oberen Drittel des Banners ein roter Sparrenbalken gelegt ist.“ Flaggenbeschreibung: „Die Hißflagge zeigt im Flaggenhaupt einen neunteiligen zweizeiligen Schachbalken in der Farbfolge Weiß/Rot; darunter ein gelbes, in der Mitte durch einen blauen Wellenpfahl geteiltes Feld (Maßverhältnis 56/23/56), das durch einen unten aufstehenden, bis über die Mitte der Flagge reichenden roten Sparrenbalken überdeckt ist.“ |
| Gevelsberg    |            |        | „Die Stadt Gevelsberg führt ein Stadtwappen, das ihr durch Erlass des Preußischen Innenministers vom 09. März 1903 verliehen worden ist.“ Wappenbeschreibung: Auf einem goldgrundigen, rechteckigen Setzschild mit unten abgerundeten Ecken und einer Spitze in der Mitte der Grundlinie, der von einer dreitürmigen, sandsteingrauen Mauerkrone mit einem geschlossenen Stadttor unter dem Mittelturm gekrönt wird, erhebt sich über einem grünen Berggipfel mit sechsfach unterbrochener Höhenkurve hinter einer roten, bezinnten Stadtmauer, die von zwei abgedeckten Seitentürmen flankiert wird, ein roter, hochstrebender gotischer, von drei Rundbogenfenstern durchbrochener Backsteingiebel. In der Mitte des Wappens befindet sich auf einem goldenen Herzschild ein schwarzes Kammrad. Durch Verleihungsurkunde vom 15. August 1955 hat der Innenminister des Landes Nordrhein-Westfalen der Stadt das Recht zur Führung einer Stadtfahne und einer Stadtflagge verliehen. Bannerbeschreibung: „Die Fahne ist gold-rot-gold senkrecht gestreift. Der rote Mittelstreifen ist breiter als die beiden goldenen Randstreifen und trägt im oberen Drittel das stilisierte Wappen der Stadt Gevelsberg mit Schild.“ Flaggenbeschreibung: „Die Flagge ist rot-gold-rot waagerecht gestreift mit dem stilisierten Stadtwappen in der Mitte etwas zum Fahnenstock hin verschoben.“ |
| Hattingen     |            |        | „Der Stadt ist mit Urkunde des Regierungspräsidenten Arnsberg vom 10. Juli 1970 das Recht zur Führung eines Wappens verliehen worden.“ Wappenbeschreibung: „Das Wappen der Stadt zeigt in Blau St. Georg in silberner Rüstung mit goldenem Heiligenschein, auf silbernem, rot gezäumten Pferd, mit silberner Lanze einen grünen Lindwurm erstechend.“ Der Stadt ist ferner mit Urkunde des Regierungspräsidenten Arnsberg vom 10. Juli 1970 das Recht zur Führung einer Flagge verliehen worden. Flaggenbeschreibung: „Die Stadtfarben sind BlauGelb. Die Flagge der Stadt ist in Bannerform von Blau zu Gelb längs gestreift und zeigt den Wappenschild in der oberen Hälfte.“ Es wird auch eine Hissflagge mit oder ohne Stadtwappen in der Mitte verwendet. |
| Herdecke      |            |        | Wappenbeschreibung: „Die Stadt führt von alters her ein Wappen, das durch Beschluss des Magistrats vom 6. Juni 1902 erneuert wurde und einen Eichbaum in Silber auf rotem Schild mit einer Mauerkrone geziert zeigt.“ Flaggenbeschreibung: „Die Flagge der Stadt Herdecke zeigt die Farben Rot-Weiß.“ Die Flagge wird auch mit dem Wappen in der Mitte sowie als Banner mit dem Wappen im weißen Bannerhaupt gezeigt. |
| Schwelm       |            |        | „Das Recht zum Führen des heute gültigen Wappens ist der Stadt durch Urkunde des Oberpräsidenten der Provinz Westfalen vom 3. August 1938 verliehen worden.“ Wappenbeschreibung: „Das Wappen zeigt auf goldenem Grund über einem blauen gewellten Flusslauf zwei rote Türme mit dunkelblauen Turmhelmen. Die Türme sind durch eine gezinnte gleichfarbige Mauer verbunden. Über ihr befindet sich zwischen den Türmen der rot-weiße märkische Schachbalken. Die Türme haben je eine Schießscharte, der Turmhelm trägt auf einem Knauf ein gleicharmiges Kreuz.“ Der Stadt Schwelm ist durch Urkunde der Landesregierung Nordrhein-Westfalen vom 18. Oktober 1950 das Recht zum Führen einer Stadtfahne und einer Stadtflagge verliehen worden. Bannerbeschreibung: „Die Fahne trägt im oberen weißen Feld das Stadtwappen; der untere Teil der Fahne ist rot-weiß-rot senkrecht gestreift, der weiße Mittelstreifen breiter als die beiden roten Randstreifen.“ Flaggenbeschreibung: „Die Flagge ist rotweiß waagerecht gestreift mit dem Stadtwappen in der Mitte.“ |
| Sprockhövel   |            |        | „Der Stadt Sprockhövel ist das Recht zur Führung eines Wappens durch Urkunde des Regierungspräsidenten Arnsberg vom 21. Februar 1973 verliehen worden.“ Wappenbeschreibung: „Das Wappen zeigt in Gold (Gelb) unter einem zweiblättrigen grünen Haselzweig mit drei roten Früchten einen blauen Dreiberg mit schwarzem, gold (gelb) eingefaßtem und mit silbernem (weißem) Hammer und Schlägel in Form eines Andreaskreuzes belegtem Stollenmundloch.“ Durch Urkunde vom 07. Juli 1980 hat der Regierungspräsident Arnsberg der Stadt Sprockhövel das Recht zur Führung einer Stadtflagge und eines Stadtbanners verliehen. Bannerbeschreibung: „Von Gelb zu Blau zu Gelb im Verhältnis 1: 3: 1 längsgestreift, in der Mitte der oberen Hälfte der blauen Bahn der Wappenschild der Stadt.“ Flaggenbeschreibung: „Von Gelb zu Blau zu Gelb im Verhältnis 1: 3: 1 längsgestreift, in der Mitte der blauen Bahn der Wappenschild der Stadt.“ |
| Wetter (Ruhr) |            |        | Der Stadt Wetter (Ruhr) ist mit Urkunde der Bezirksregierung Arnsberg vom 21.01.1971 das Recht zur Führung eines Wappens verliehen worden. Wappenbeschreibung: „Das Wappen der Stadt Wetter (Ruhr) zeigt in Gold (Gelb) einen in drei Reihen zu je 6 Feldern von Rot zu Silber (Weiß) geschachteten Balken, darüber ein als Zinnenschnitt stilisiertes schwarzes W, darunter ein rotes Dreiblatt mit schwarzem Butzen.“ Der Stadt Wetter (Ruhr) ist mit Urkunde der Bezirksregierung Arnsberg vom 04.07.1972 das Recht zur Führung einer Flagge verliehen worden. Bannerbeschreibung: „Die Flagge ist von rot zu weiß in zwei gleich breiten Bahnen längs gestreift mit aufgesetztem Wappenschild der Stadt in der Mitte der oberen Hälfte.“ Flaggenbeschreibung:„Die Flagge der Stadt Wetter (Ruhr) entspricht unter Hinzufügung des Stadtwappens den Stadtfarben rot-weiß.“ |
| Witten        |            |        | Die Stadt Witten führt Wappen und Flagge. Wappenbeschreibung: „Das Wappen der Stadt zeigt in einem in Rot und Silber geteilten halbrunden Schild im oberen Teil zwei voneinander abgekehrte, doppelgeschwänzte, aufgerichtete silberne Löwen.“ Flaggen- und Bannerbeschreibung: „Die Flagge der Stadt zeigt die Farben Rot und Silber (Weiß) mit dem Stadtwappen.“ Sie wird als auch als Banner geführt. |